# Kanton Retiers
Kanton Retiers (francouzsky Canton de Retiers) je francouzský kanton v departementu Ille-et-Vilaine v regionu Bretaň. Tvoří ho 10 obcí.

## Obce kantonu
- Arbrissel
- Coësmes
- Essé
- Forges-la-Forêt
- Marcillé-Robert
- Martigné-Ferchaud
- Retiers
- Sainte-Colombe
- Le Theil-de-Bretagne
- Thourie